# Elena Micheli
Elena Micheli, född, 29 april 1999 i Rom, är en italiensk modern femkampare.

## Biografi
Vid VM i modern femkamp 2022 och 2023 tog Micheli guld i den individuella tävlingen.